# ساماک سونداراوج
ساماک سونداراوج (تایلندی: สมัคร สุนทรเวช؛ ۱۳ ژوئن ۱۹۳۵ – ۲۴ نوامبر ۲۰۰۹) یک سیاست‌مدار اهل تایلند بود.